# Jaquirana
Jaquirana is een gemeente in de Braziliaanse deelstaat Rio Grande do Sul. De gemeente telt 4.429 inwoners (schatting 2009).

## Aangrenzende gemeenten
De gemeente grenst aan Bom Jesus, Cambará do Sul, São Francisco de Paula en São José dos Ausentes.